# Волковська (станція)
Волковська — вантажна вузлова станція Жовтневої залізниці на «північній портовій лінії». Заснована в 1900 році.

## Розташування в місті
Знаходиться у Фрунзенському адміністративному районі Санкт-Петербурга, неподалік від однойменних кладовища та станції метро . Станційні колії перетинають по мостам річку Волковку та Волковський проспект, із заходу до станції примикає Вітебська Сортувальна вулиця, зі сходу — вулиця Салова.
Поруч розташовуються низка великих виробничих підприємств, в тому числі Купчинський завод ЗБВ, досідний завод «Нива», виробничі потужності компанії «Юнілівер» (заводи «Ліптон» і «Північне сяйво»), завод «Автоарматура» тощо. З деякими підприємствами станція сполучена під'їзними коліями.

## Розташування в залізничній мережі
На Путилівській лінії Волковська знаходиться між станціями Глухоозерська та Квіткова. Від станції відгалужується багатоколійна лінія примикання на станцію Санкт-Петербург-Товарний-Вітебський, а також лінія на тупикову станцію Бадаєвська. Крім того, є три колії примикання на головний хід Жовтневої залізниці: один в північному напрямку в бік Санкт-Петербург-Московський і дві в південному в сторону станції Санкт-Петербург-Сортувальний-Московський. Примикання південного сполучення позначено службовою платформою Пост 5 км, одна з ліній проходить через Путилівський шляхопровід.